# Vârful Stogu
Vârful Stogu (în poloneză Stóg, anterior Stoh, în ucraineană Stih) este un vârf muntos de 1.651 metri, situat în Munții Maramureșului de pe frontierei între Ucraina și România. Înainte de al doilea război mondial, aici a fost colțul în care se intersectau frontierele Poloniei, Cehoslovaciei și României. 